# Chumy Chúmez
José María González Castrillo (* 8. Mai 1927 in San Sebastián; † 10. April 2003 in Madrid), bekannt unter dem Künstlernamen Chumy Chúmez, war ein spanischer Comicautor, Schriftsteller, Filmregisseur, Radio- und Fernsehmoderator.

## Biografie
Er studierte zunächst für das Lehramt als Handelslehrer und anschließend Malerei. In den 1960er Jahren drehte er einige Dokumentarfilme, hauptsächlich über andalusische Örtlichkeiten. Er schrieb als Co-Autor oder alleiniger Autor einige Fernseh- und Kinofilm-Drehbücher und wirkte bei der populären Fernsehserie La Tortuga perezosa mit. In Madrid fand er Beschäftigung als Zeichner, zunächst für sporadisch erscheinende Publikationen, dann für Wochenmagazine wie  La Codorniz und Triunfo und schließlich für die Tageszeitung Madrid. Dort publizierte er täglich eine Zeichnung auf Seite 3, bis die Zeitung 1971 aufgrund einer Verfügung der franquistischen Regierung schließen musste. 1972 gründete er ein eigenes Satiremagazin, Hermano Lobo.
Er führte Regie bei den Filmen Dios bendiga cada rincón de esta casa (1977), ¿Pero no vas a cambiar nunca, Margarita? (1978) und La lozana andaluza (1983). In einer Reihe von Radio- und Fernsehsendungen trat er als Interviewer und Gesprächsmoderator auf, beispielsweise in Protagonistas, Debate... und Las mañanas de Radio 1 und in der Fernsehsendung Este país necesita un repaso.
Als literarische Werke von ihm sind vor allem El manzano de tres patas, Mi tío Gustavo que en gloria esté, Todos somos de derechas und Yo fui feliz en la guerra bekannt; letzteres eine Autobiografie seiner Erlebnisse im Spanischen Bürgerkrieg.
Auch als Dozent und Kolumnist war er tätig.
Von 1969 bis 1978 war er verheiratet mit der US-Amerikanerin Cheryl Nan Wong. 1970 wurde ihr gemeinsamer Sohn geboren. 2016 übereignete sein Sohn mehr als 5000 seiner Werke und Dokumente an die Spanische Nationalbibliothek.
Er starb am 10. April 2003 an Leberkrebs. Ein Teil seiner Asche wurde im Familiengrab in San Sebastián beigesetzt, der andere Teil wurde bei Cascais in Portugal verstreut.

## Rezeption
Seine Kollegen Forges und Máximo schrieben über ihn:

«Estoy en esto por él. Me editó, publicó, ayudó y me regañó. Un ser maravilloso. Antonio Mingote es el mejor dibujante de todos nosotros; Chumy, el mejor pintor.»

„Nur seinetwegen bin ich der, der ich bin. Er nörgelte, redigierte, half mir und brachte meine Sachen heraus. Ein wunderbares Wesen. Antonio Mingote ist der beste Zeichner von uns allen, Chumy der beste Maler.“

«La inteligencia y el ingenio se dan en Chumy en porcentajes absolutos. De tal modo que en un chiste de Chumy hay un cien por cien de inteligencia y un cien por cien de ingenio: o sea, un doscientos por cien de prodigio, que, si en la aritmética es suma improbable, en el arte es síntesis posible: ejemplo, Chumy Chúmez»

„Chumys Intelligenz und Genie bemessen sich in absoluten Prozentzahlen. In seinen Witzen stecken 100% Intelligenz und 100% Genie, das heißt 200% Zauber. Unmöglich in der Arithmetik, in der Kunst eine mögliche Synthese: siehe Chumy Chúmez.“

2004 eröffnete in Alcalá de Henares die Ausstellung El descreído imaginario über Leben und Werk von Chumy Chúmez, die anschließend durch spanische Städte tourte. Kurator war der Comiczeichner Felipe Hernández Cava.

## Werke

### Gezeichneter Humor
- Dibujos humorísticos, Siglo XXI de España Editores, 1969.
- Chumy Chumez 1970, Editorial Fundamentos, 1971.
- Y así para siempre, Alianza Editorial, 1972 (Anthologie).
- Todos somos de derechas, Ediciones 99, 1973.
- Una biografía, Editorial Fundamentos, 1973.
  - dt.: Eine Biographie. Übers. aus dem Französischen von Dagmar Knoch. Karin Kramer Verlag, Berlin 1978.
- Con la clara y con la yema, Ediciones Península, 1973.
- El libro de cabecera, Ediciones Sedmay, 1975.
- Con las tetas cruzadas, 1978.
- Lo mejor de Chumy Chúmez, Editorial Planeta, 1992 (Anthologie).
- Pase usted sin llamar, PPC, Editorial y Distribuidora, 1995.
- Humorware 97, América Ibérica, 1997.
- Chumy Chúmez, Caja San Fernando, 2000 (Anthologie und Ausstellungskatalog).
- Del silencio al grito, Editorial EDAF, 2001 (Anthologie).
- De su propia cosecha, Asociación de periodistas europeos, 2007 (Anthologie).
- Españoleando, 2008 (Anthologie und Ausstellungskatalog).
- Humores que matan, Reino de Cordelia, 2018. ISBN 978-84-16968-61-9.

### Erzählung und Essay
- El manzano de tres patas, Taurus, 1956.
- Mi tío Gustavo. que en gloria esté, Taurus Ediciones, 1958.
- Humor de contrabando, mit Miguel Salabert, Ediciones Arión, 1959.
- El rabioso dolor y otros bienes de consumo, Editorial Fundamentos, 1971.
- Yo fui feliz en la guerra, Plaza & Janes Editores, 1986.
- Ayer casi me muero, Plaza & Janes Editores, 1988.
- Ser humorista, 1988.
- La enfermedad desde el enfermo, 1992.
- Por fin un hombre honrado, Grupo Libro 88, 1994.
- Dios nos coja confesados, 1996.
- Hacerse un hombre, Grupo Unido de Proyectos y Operaciones, 1996.
- Moderna cartilla de urbanidad, Editorial EDAF, 1999.
- Cartas de un hipocondríaco a su médico de cabecera, Editorial EDAF, 2000.
- Vida de maqueto, Algaba Ediciones, 2003. ISBN 978-84-96107-17-5.